# Sarasinpark

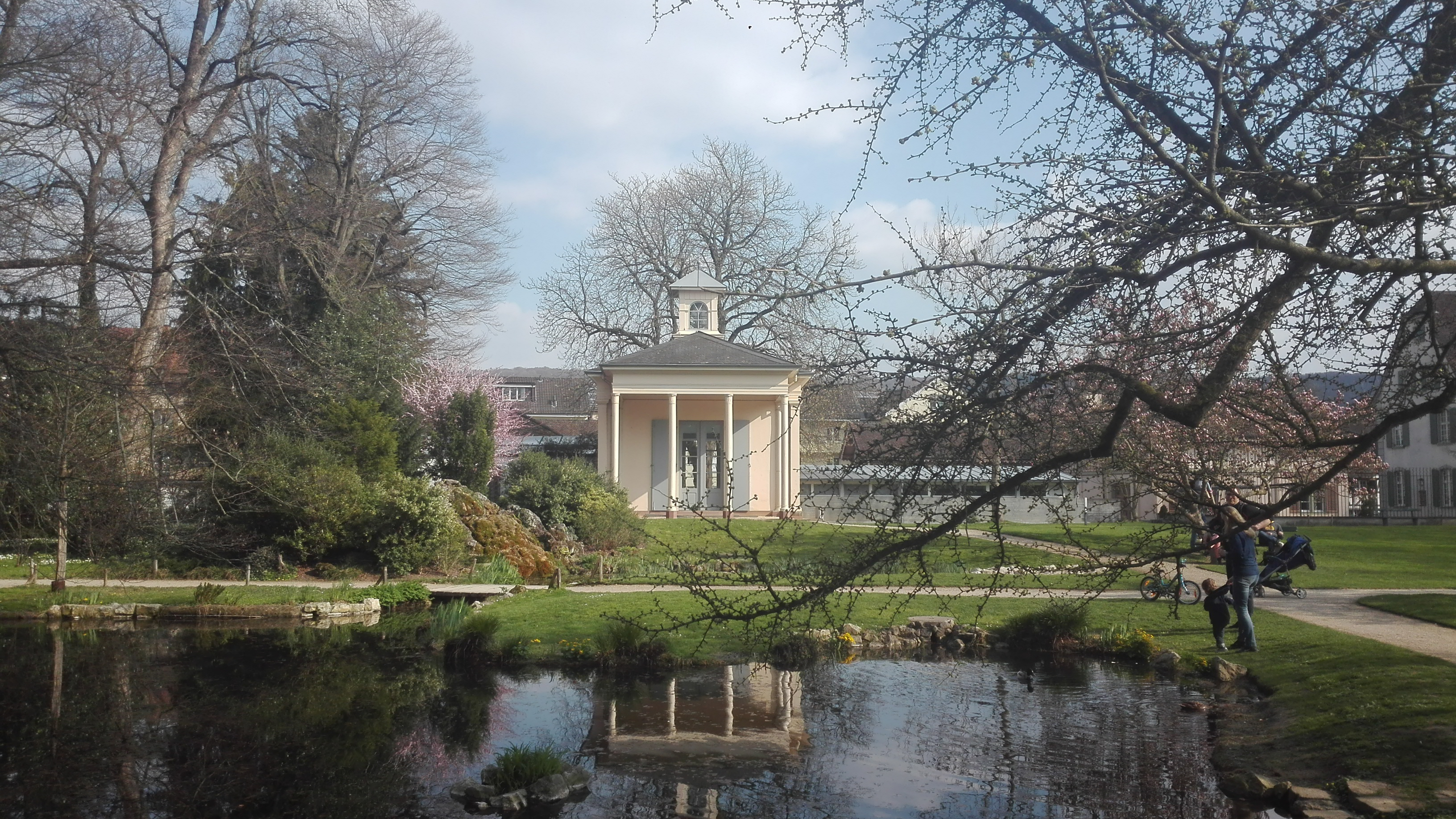
Weiher und Orangerie

Der Sarasinpark ist eine Parkanlage mehrheitlich im Stil eines Englischen Landschaftsparks aus der Mitte des 19. Jahrhunderts mit ca. 1'200 m² Fläche in Riehen, Kanton Basel-Stadt in der Schweiz. Er liegt nördlich des alten Dorfkerns, direkt gegenüber der Fondation Beyeler.
Ursprünglich war das Areal landwirtschaftlich genutzt und trug einige Bauern- und Rebhäuser. Ihre Nachfolge haben die zum Teil noch erhaltenen Ökonomie- und Remisengebäude der Landsitze angetreten. Der 1766 entstandene Sarasinpark vereinigt das Gelände von drei barocken Landgütern der Familien Werthemann-Stähelin, Le Grand und Elbs-Birr.

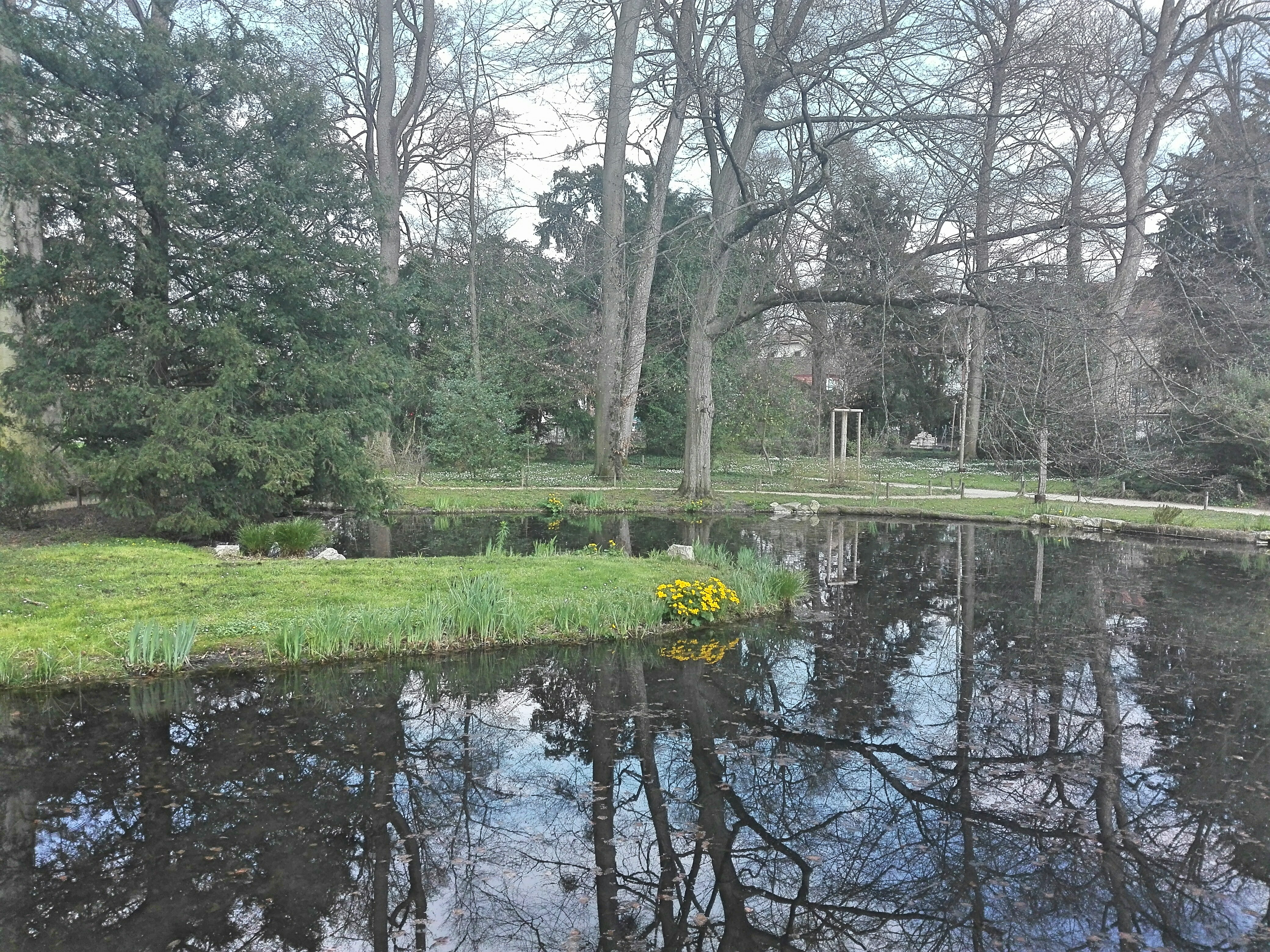
Weiher

Das Elbs-Birrsche Landgut wurde in den Jahren 1694/95 als Rebgut von Daniel Elbs-Birr erbaut. Samuel Heusler erweiterte das Gebäude zu einem barocken Landsitz mit einem Cour d’honneur, der ebenso beim Iselin-Weberschen Landgut besteht. Aus der Barockzeit ist eine Lindenallee erhalten. Zeitweise besass der Basler Stadtratspräsident Hieronymus Bischoff, der ab 1852 erster Präsident des Riehener Diakonissenhauses war, das Elbs-Birrsche Landgut.

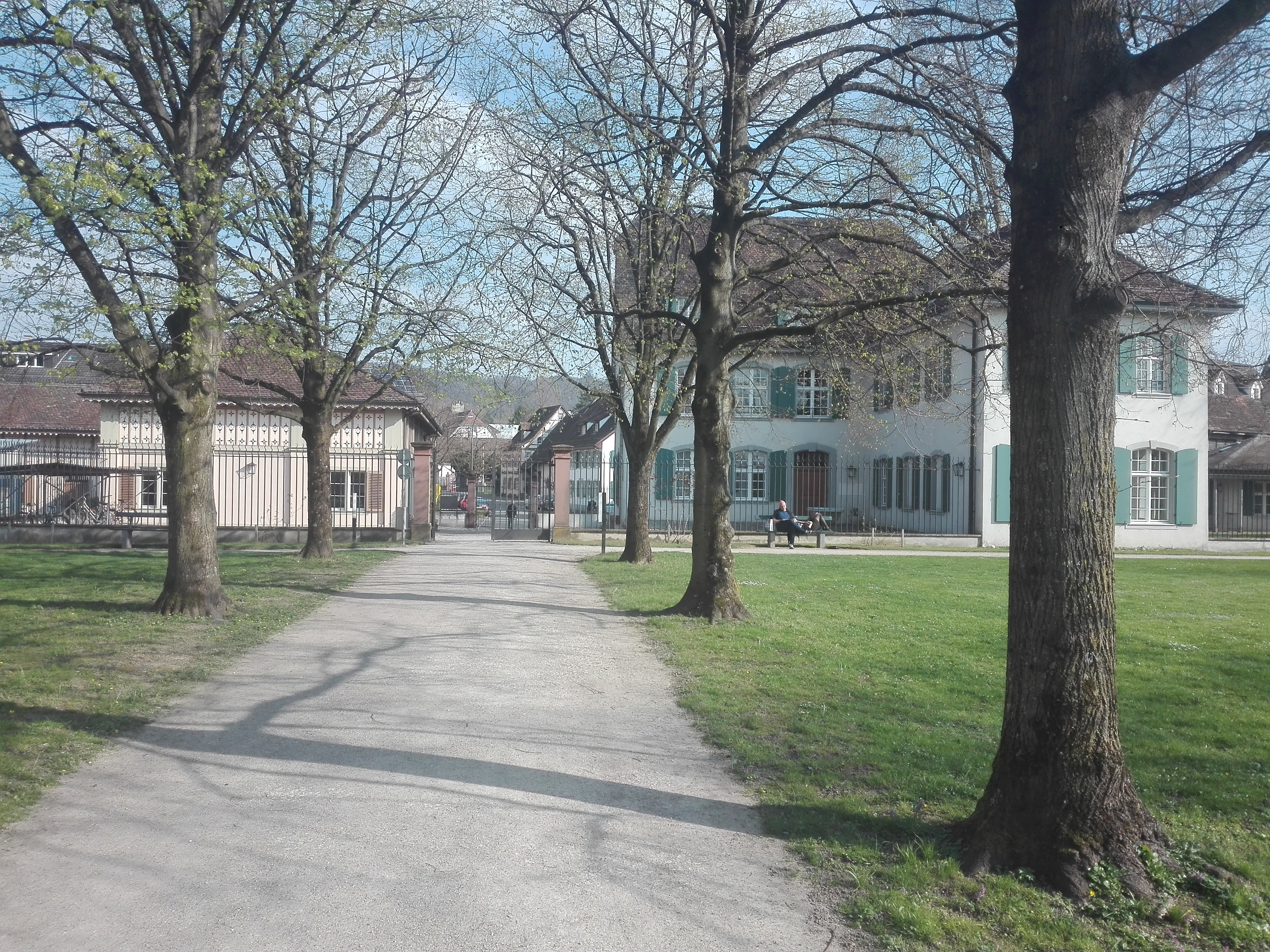
Allee

Im Eingangsbereich des Haupthauses wurden von der Denkmalpflege Deckenmalereien freigelegt, die unter den späteren barocken Stuckdecken verborgen lagen. Das Gebäude ist seit 1976 im Besitz der Einwohnergemeinde Riehen, wurde saniert und dient heute als öffentliche Musikschule.
In den frühen 1980er Jahren war der Sarasinpark verschiedentlich im Gespräch. Seine Fläche sollte für ein neues Gemeindespital oder ein Schwimmbad Verwendung finden. Bis heute wurde aber nichts dergleichen gebaut. Der Park wird seit mehreren Jahren schrittweise wieder an die ursprüngliche Grundstruktur angenähert. Unter anderem werden ehemals vorhandene geschwungene Wegverläufe rekonstruiert, die auf alten Plänen des Parks noch zu erkennen sind. Eine Orangerie (im Jahre 1836 vom damaligen Besitzer des Elbs-Birrschen Landgutes erbaut) wurde restauriert und steht heute für gehobene Anlässe zur Verfügung. Ihr zu Füssen liegt ein Weiher.
Die Gemeinde stellt den Zirkusplatz insbesondere denjenigen Organisatoren zur Verfügung, die eine Beziehung zu Riehen nachweisen können. Im Interesse der Anwohner wird darauf geachtet, dass die Anzahl der Anlässe ein vertretbares Mass nicht überschreitet.